# Лобачевський (кратер)
Кратер Лобачевський (рос. Лобаче́вский) — ударний кратер на зворотному боці Місяця. Із Землі не можна спостерігати кратера. Цей кратер розташований на південно-сходи від більшого кратера  Флемінг. На північний схід лежить Гайот.
Кратер не суттєво ослаблий, так як «Лобачевський» був вперше сформований. Вал і внутрішня стінка майже вільна від значних впливів, що перекриваються для супутникового кратера «Лобачевський M», який додається до південного зовнішнього обводу. Внутрішні стіни відображають особливості терас, поряд з деякими різко обриваються вздовж верхнього краю. Поруч з серединю дна в кратері є пара центральних піків, один — на південний схід, а другий — на північний захід у середині. На схід від цих піків є відносно яскравий, з високим альбедо патч, який, швидше за все, став результатом нещодавнього невеликого впливу.

## Супутникові кратери
За угодою ці функції визначені на місячних картах, поміщаючи лист на стороні кратера середині, яка найближче до «Лобачевський».
| Лобачевський | Широта | Довгота  | Діаметр |
| ------------ | ------ | -------- | ------- |
| M            | 8.0° N | 112.8° E | 41 км   |
| P            | 7.7° N | 111.3° E | 26 км   |